# Phasicnecus bipartita
Phasicnecus bipartita är en fjärilsart som beskrevs av Rothschild 1917. Phasicnecus bipartita ingår i släktet Phasicnecus och familjen Eupterotidae. Inga underarter finns listade i Catalogue of Life.